# العلاقات الألمانية الإستونية
العلاقات الألمانية الإستونية هي العلاقات الثنائية التي تجمع بين ألمانيا وإستونيا.

## مقارنة بين البلدين
هذه مقارنة عامة ومرجعية للدولتين:
| وجه المقارنة                                              | ألمانيا                                                                              | إستونيا                                                                             |
| --------------------------------------------------------- | ------------------------------------------------------------------------------------ | ----------------------------------------------------------------------------------- |
| المساحة (كم2)                                             | 357.41 ألف                                                                           | 45.34 ألف                                                                           |
| عدد السكان (نسمة)                                         | 81.29 مليون                                                                          | 1.32 مليون                                                                          |
| الكثافة السكانية (ن./كم²)                                 | 227.44                                                                               | 29.11                                                                               |
| العاصمة                                                   | بون، برلين                                                                           | تالين                                                                               |
| اللغة الرسمية                                             | اللغة الألمانية                                                                      | اللغة الإستونية                                                                     |
| العملة                                                    | يورو، مارك ألماني                                                                    | يورو، كرون إستوني، كرون إستوني، المارك الإستوني                                     |
| الناتج المحلي الإجمالي (بليون دولار)                      | 3.68 تريليون                                                                         | 25.92 مليار                                                                         |
| الناتج المحلي الإجمالي (تعادل القوة الشرائية) بليون دولار | 3.92 تريليون                                                                         | 38.11 مليار                                                                         |
| الناتج المحلي الإجمالي الاسمي للفرد دولار أمريكي          | 41.31 ألف                                                                            | 17.79 ألف                                                                           |
| الناتج المحلي الإجمالي للفرد دولار أمريكي                 | 46.40 ألف                                                                            | 28.14 ألف                                                                           |
| مؤشر التنمية البشرية                                      | 0.926                                                                                | 0.871                                                                               |
| رمز المكالمات الدولي                                      | +49                                                                                  | +372                                                                                |
| رمز الإنترنت                                              | .de                                                                                  | .ee                                                                                 |
| المنطقة الزمنية                                           | توقيت وسط أوروبا، ت ع م+01:00، ت ع م+02:00، توقيت أوروبا الوسطى المعياري (ت غ م +1) ‏ | ت ع م+02:00، ت ع م+03:00، توقيت شرق أوروبا، أوروبا/تالين ‏، توقيت شرق أوروبا الصيفي ‏ |

## مدن متوأمة
في ما يلي قائمة باتفاقيات التوأمة بين مدن ألمانية وإستونية:
- ترتبط آرينسبورغ مع فيلياندي باتفاقية توأمة.
- ترتبط لوتينبورغ مع راكفير باتفاقية توأمة منذ 1999.
- ترتبط Itzstedt [الإنجليزية]‏ مع Ahja Parish [الإنجليزية]‏ باتفاقية توأمة.
- ترتبط كيل مع تالين باتفاقية توأمة منذ 1 أغسطس 1964.[20][21][22][23]
- ترتبط Hohenfelde, Plön [الإنجليزية]‏ مع Tapa Parish [الإنجليزية]‏ باتفاقية توأمة.
- ترتبط Plön (district) [الإنجليزية]‏ مع مقاطعة لين-فيرو باتفاقية توأمة.
- ترتبط نوردرشتيت مع كوتلا-يارفي باتفاقية توأمة.
- ترتبط Barsbüttel [الإنجليزية]‏ مع كايلا (مدينة) باتفاقية توأمة.
- ترتبط شفيرين مع تالين باتفاقية توأمة منذ 1999.[24][24][24][24]
- ترتبط باد زغهبرغ مع فورو (بلدة) باتفاقية توأمة.
- ترتبط هويرسفيردا مع كايلا (مدينة) باتفاقية توأمة.
- ترتبط لونبورغ مع Tartu (urban municipality) [الإنجليزية]‏ باتفاقية توأمة.
- ترتبط باد كوتستينغ مع Türi Parish [الإنجليزية]‏ باتفاقية توأمة.
- ترتبط برييتس مع Tapa Parish [الإنجليزية]‏ باتفاقية توأمة.
- ترتبط رندسبورغ مع Haapsalu (urban municipality) [الإنجليزية]‏ باتفاقية توأمة منذ 1990.[25][25][25][25]

## منظمات دولية مشتركة
يشترك البلدان في عضوية مجموعة من المنظمات الدولية، منها:
| علم المنظمة | اسم المنظمة                               | تاريخ انضمام ألمانيا | تاريخ انضمام إستونيا |
| ----------- | ----------------------------------------- | -------------------- | -------------------- |
|             | مؤسسة التمويل الدولية                     | 20 يوليو 1956        | 9 أغسطس 1993         |
|             | يونسكو                                    | 11 يوليو 1951        | 14 أكتوبر 1991       |
|             | مجموعة أستراليا                           | 1985                 | 2004                 |
|             | الوكالة الدولية للطاقة الذرية             | 1 أكتوبر 1957        | 1992                 |
|             | مركز تنسيق الحركة في أوروبا ‏              | ?                    | ?                    |
|             | مجموعة الموردين النوويين                  | ?                    | ?                    |
|             | الوكالة الدولية للطاقة                    | ?                    | ?                    |
|             | مؤسسة التنمية الدولية                     | 24 سبتمبر 1960       | 11 أكتوبر 2008       |
|             | منظمة التعاون الاقتصادي والتنمية          | 27 سبتمبر 1961       | ?                    |
|             | المركز الدولي لتسوية المنازعات الاستشارية | 18 مايو 1969         | 23 يوليو 1992        |
|             | وكالة ضمان الاستثمار متعدد الأطراف        | 12 أبريل 1988        | 24 سبتمبر 1992       |
|             | منظمة حظر الأسلحة الكيميائية              | 29 أبريل 1997        | ?                    |
|             | الاتحاد الدولي للاتصالات                  | 1866                 | 19 مايو 1922         |
|             | الأمم المتحدة                             | 18 سبتمبر 1973       | 17 سبتمبر 1991       |
|             | المنظمة الهيدروغرافية الدولية             | ?                    | ?                    |
|             | منظمة الشرطة الجنائية الدولية             | ?                    | ?                    |
|             | البنك الدولي للإنشاء والتعمير             | 14 أغسطس 1952        | 23 يونيو 1992        |
|             | منظمة الأمن والتعاون في أوروبا            | 25 يونيو 1973        | 10 سبتمبر 1991       |
|             | الاتحاد البريدي العالمي                   | 1 يوليو 1875         | ?                    |
|             | حلف شمال الأطلسي                          | 9 مايو 1955          | 29 مارس 2004         |
|             | منظمة التجارة العالمية                    | ?                    | ?                    |
|             | الفريق المعني برصد الأرض                  | ?                    | ?                    |
|             | المنظمة الأوروبية لسلامة الملاحة الجوية   | 1960                 | 2015                 |
|             | مجلس دول بحر البلطيق                      | 1992                 | ?                    |
|             | مجلس أوروبا                               | 13 يوليو 1950        | ?                    |
|             | الاتحاد الأوروبي                          | 25 مارس 1957         | 1 مايو 2004          |
|             | اتفاقية السماوات المفتوحة                 | ?                    | ?                    |

## أعلام
هذه قائمة لبعض الشخصيات التي تربطها علاقات بالبلدين:
- ألفريد روزنبيرغ (12 يناير 1893[61][62][63] – 16 أكتوبر 1946[61][62][63])
- برنارد شميدت (عالم فلك ألماني، 30 مارس 1879 – 1 ديسمبر 1935[64])
- لينا ماير-لاندروت (23 مايو 1991[65][66][67] – )
- هرمان هيسه (كاتب ألماني، 2 يوليو 1877[68][69][70] – 9 أغسطس 1962[68][69][70])

## وصلات خارجية
- موقع وزارة الخارجية الألمانية
- موقع وزارة الخارجية الإستونية